# Spoorwegen in IJsland

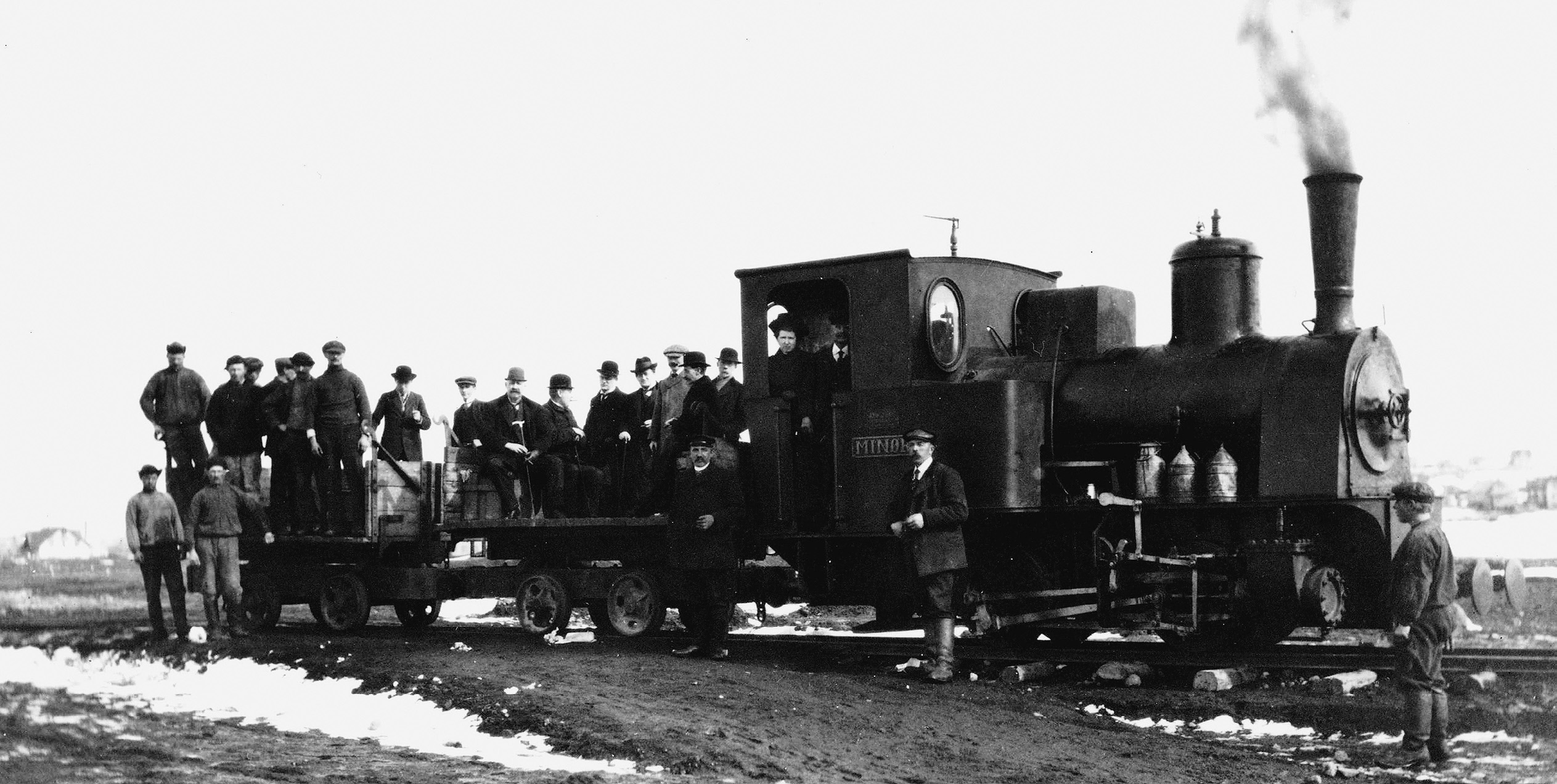
Eerste trein in 1913

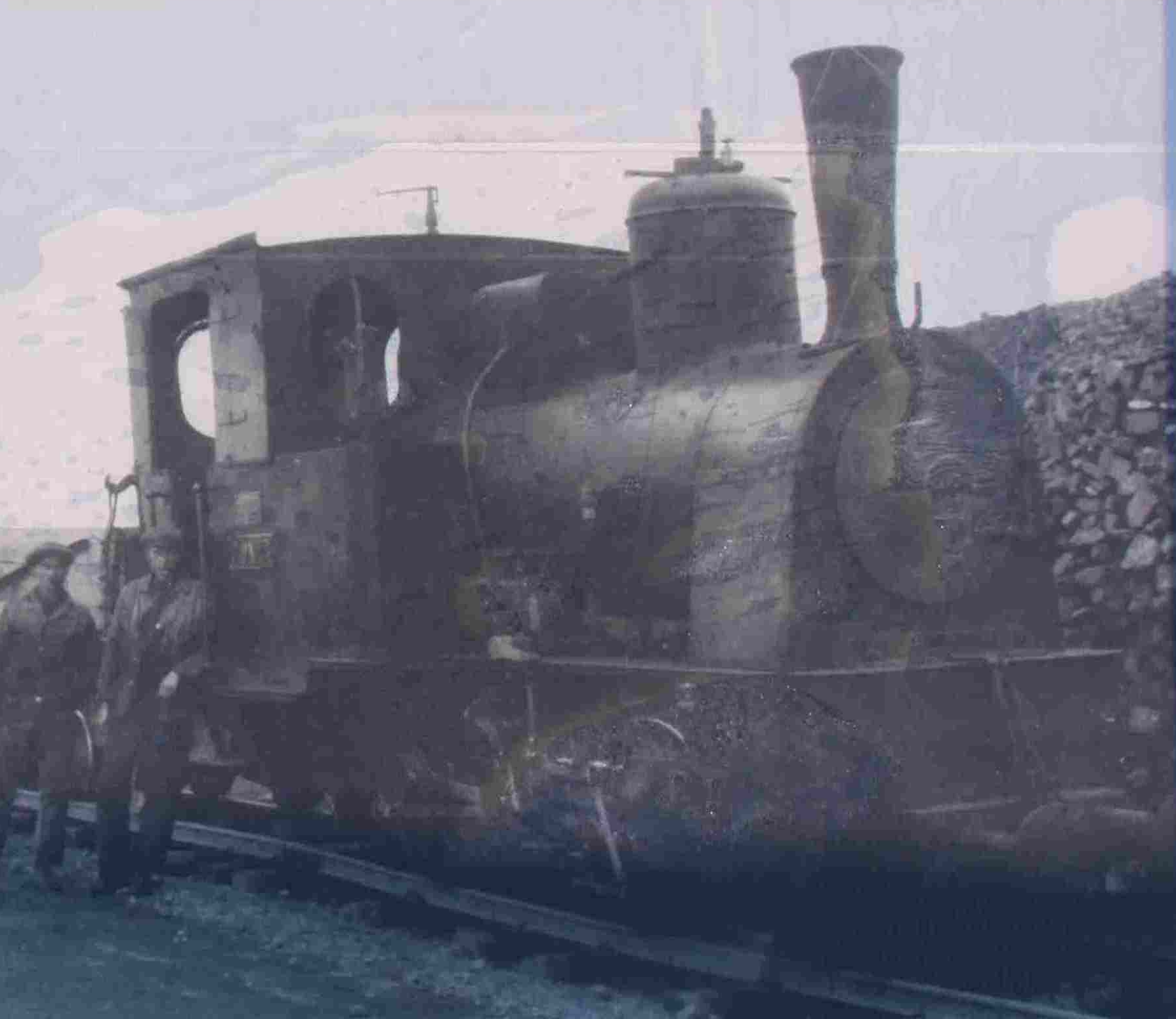
Foto van de periode tussen 1913 en 1928 toen de spoorlijn in gebruik was

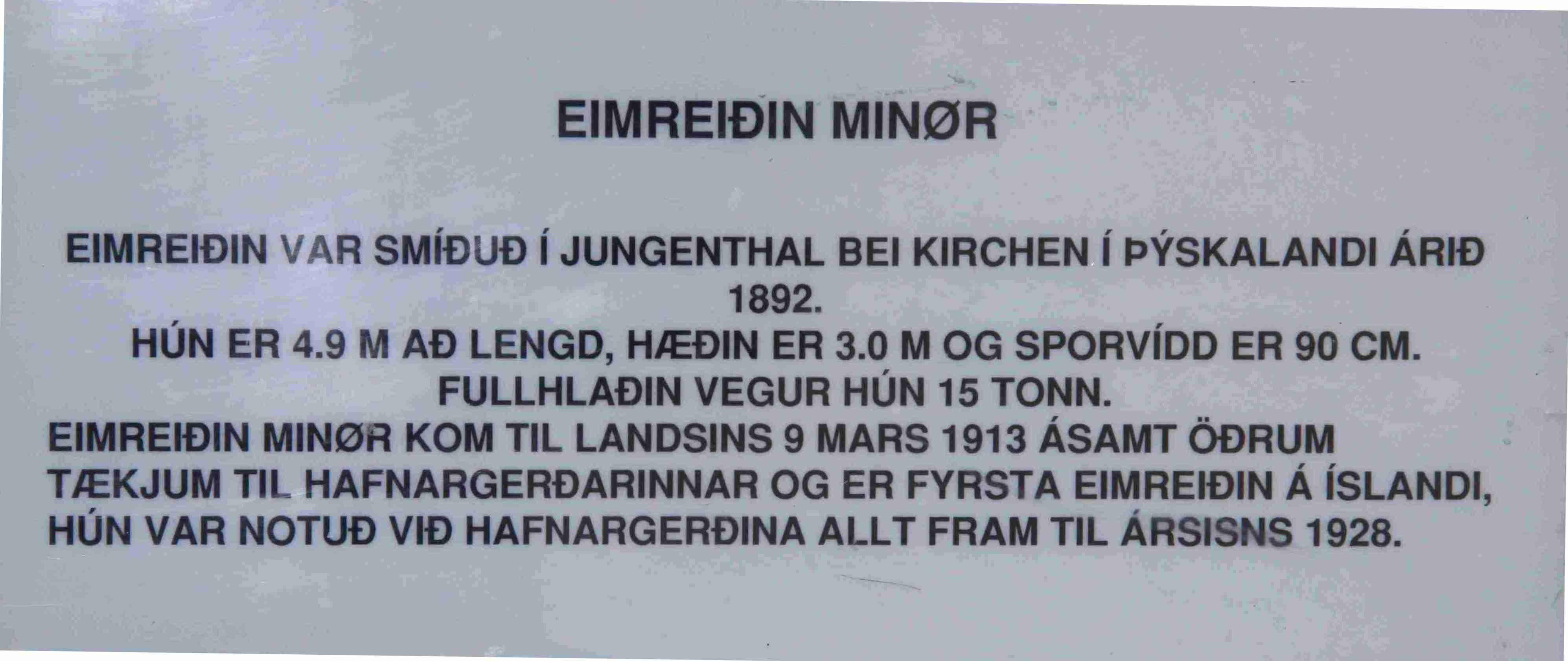
Technische gegevens van de loc die op 9 maart 1913 op het eiland arriveerde

Spoorlijnen in IJsland bestaan niet. In vroeger jaren hebben in IJsland drie spoorlijnen bestaan, maar niet als middel voor openbaar vervoer.

## Historische spoorlijnen

### Havenlijn Reykjavík
In 1913 werd een smalspoorlijn met een spoorwijdte van 900 mm en twee in totaal 12 kilometer lange trajecten in gebruik genomen. Aanleiding van de aanleg van deze aannemersspoorlijnen was de uitbreiding van de haven van Reykjavik. Een lijn voerde van de haven naar Öskjuhlið, de andere naar Skólavörðuholt. Deze spoorlijn diende uitsluitend voor het vervoer van goederen. Na de aanleg in 1917 bleef de lijn tot 1928 in gebruik.
Voor de exploitatie had men de beschikking over twee bij Lokomotivfabrik Arnold Jung gebouwde stoomlocomotieven, die in 1892 geleverd waren aan R. Dolberg in Rostock en in 1910 verkocht waren aan N.C. Momberg in Denemarken, waarbij ze een nieuwe stoomketel kregen. In 1913 arriveerden beide locomotieven op IJsland en kregen de namen Minør en Pionér.
Beide locs zijn bewaard gebleven. Minør staat als monument in de haven van Reykjavik, Pionér staat opgesteld in het openluchtmuseum Árbæjarsafn in Reykjavik. Hiermee is IJsland het enige land ter wereld dat de eerste locomotief die er dienst heeft gedaan bewaard heeft als origineel museumstuk, niet in de vorm van een replica.

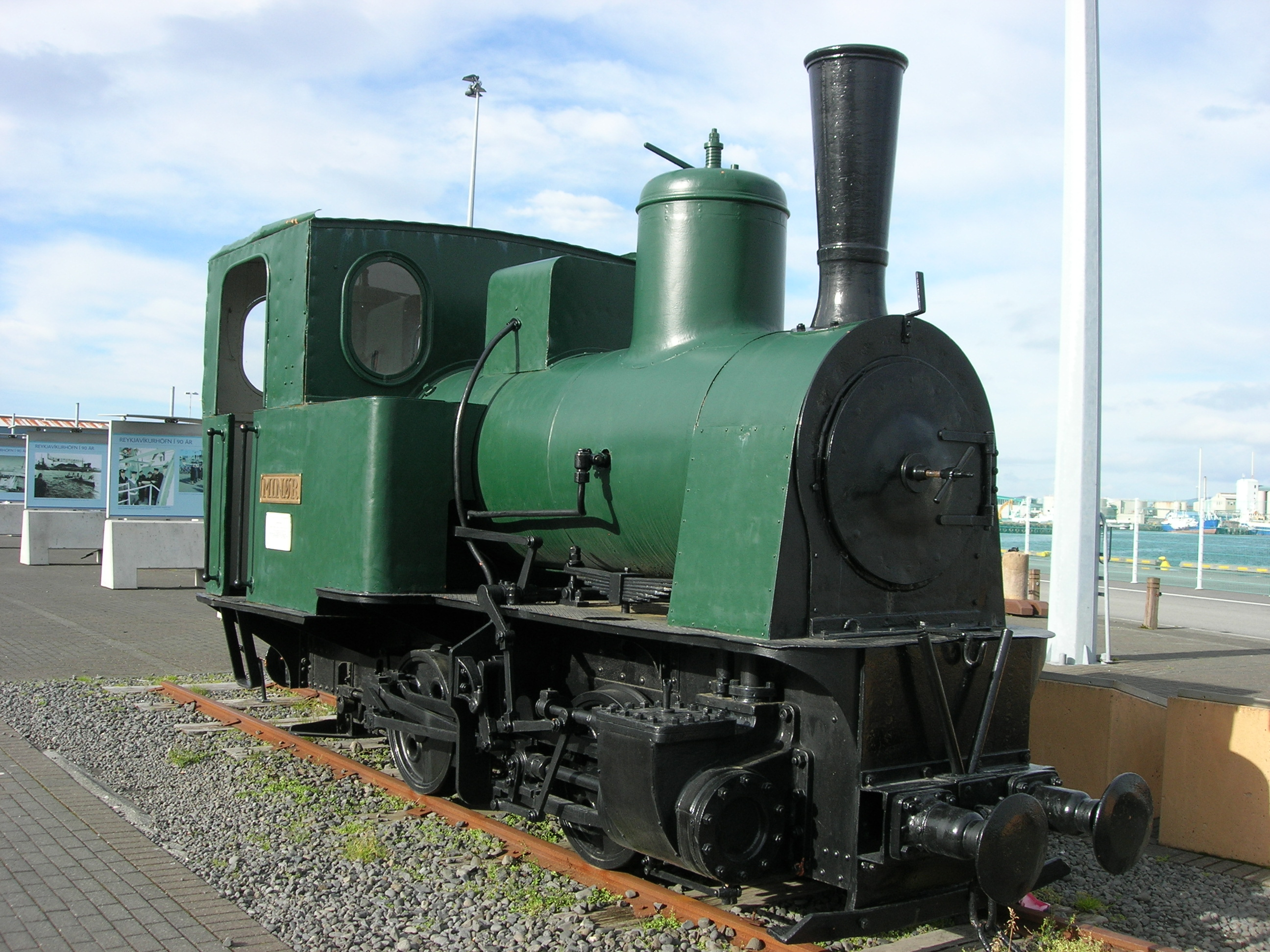
Minør in de haven van Reykjavik
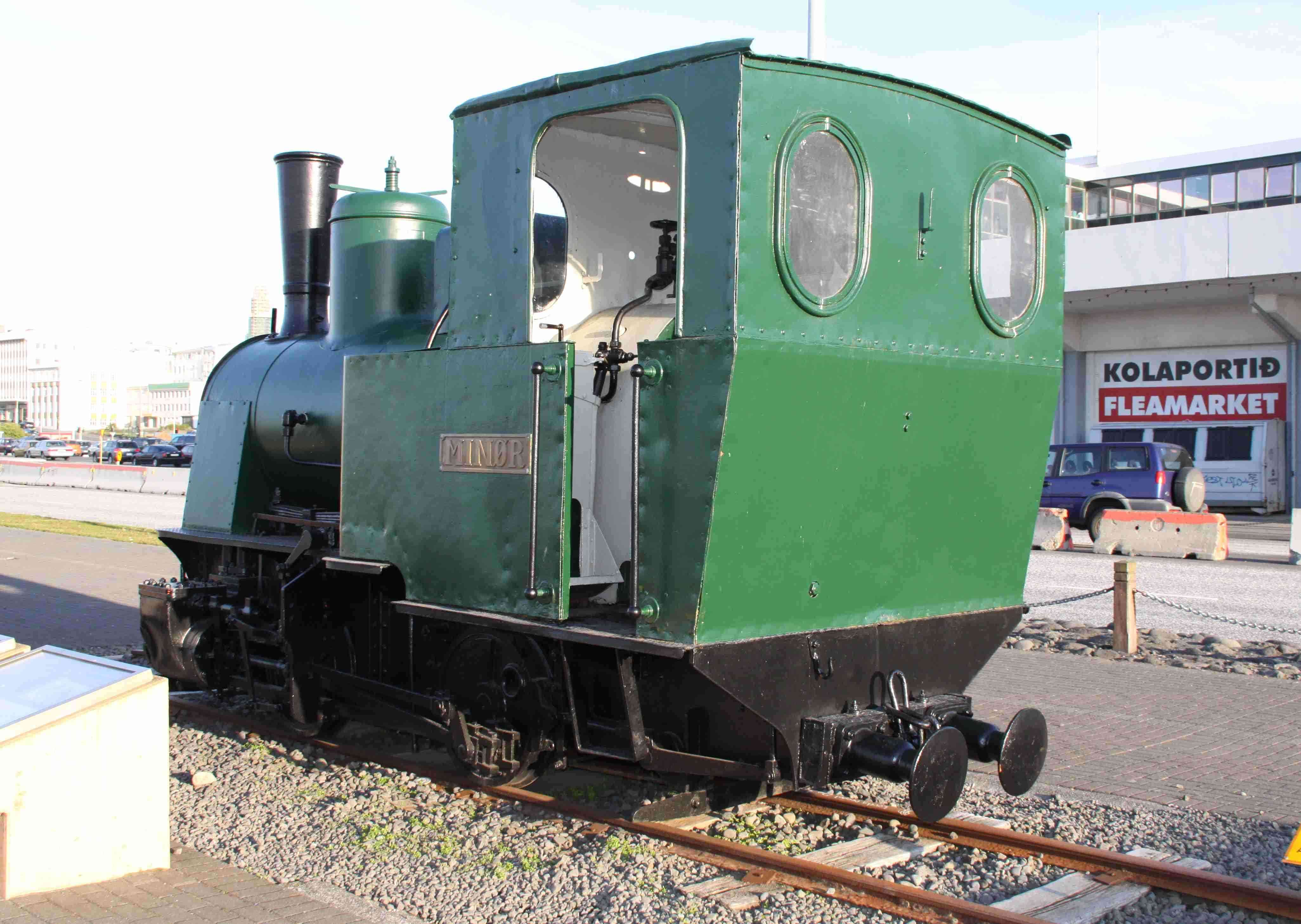
Minør
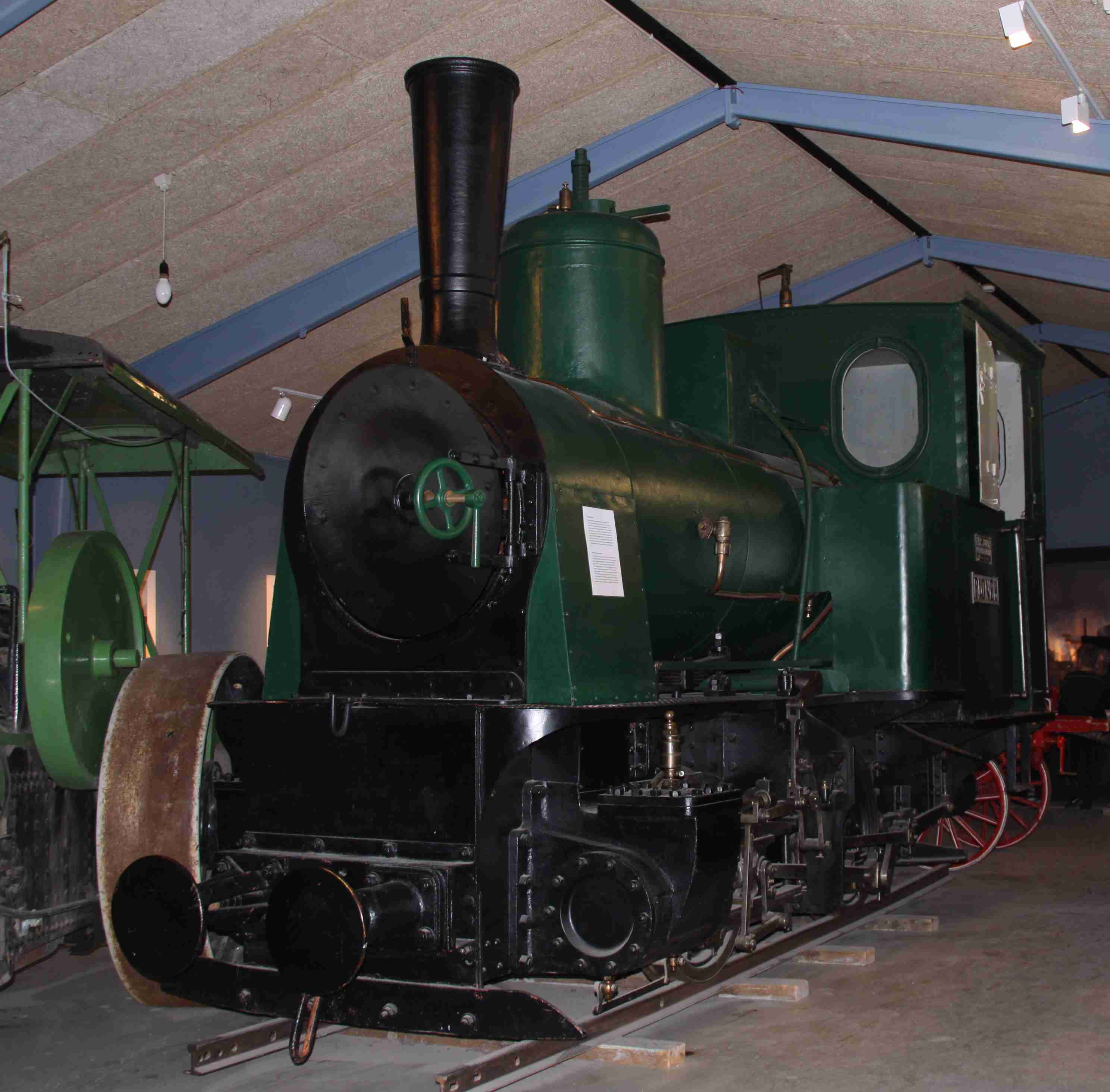
Pionér in het Openluchtmuseum Árbæjarsafn
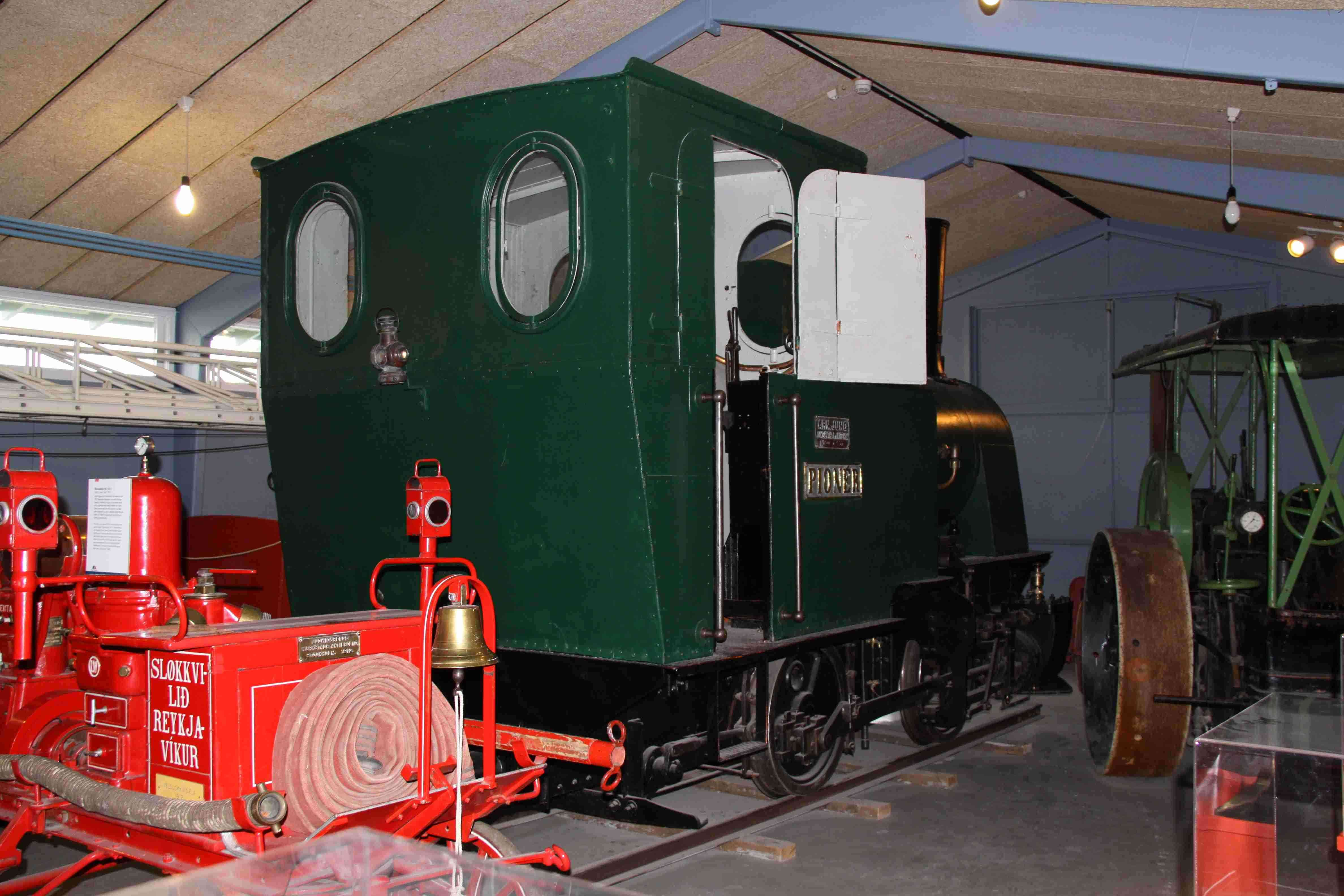
Pionér
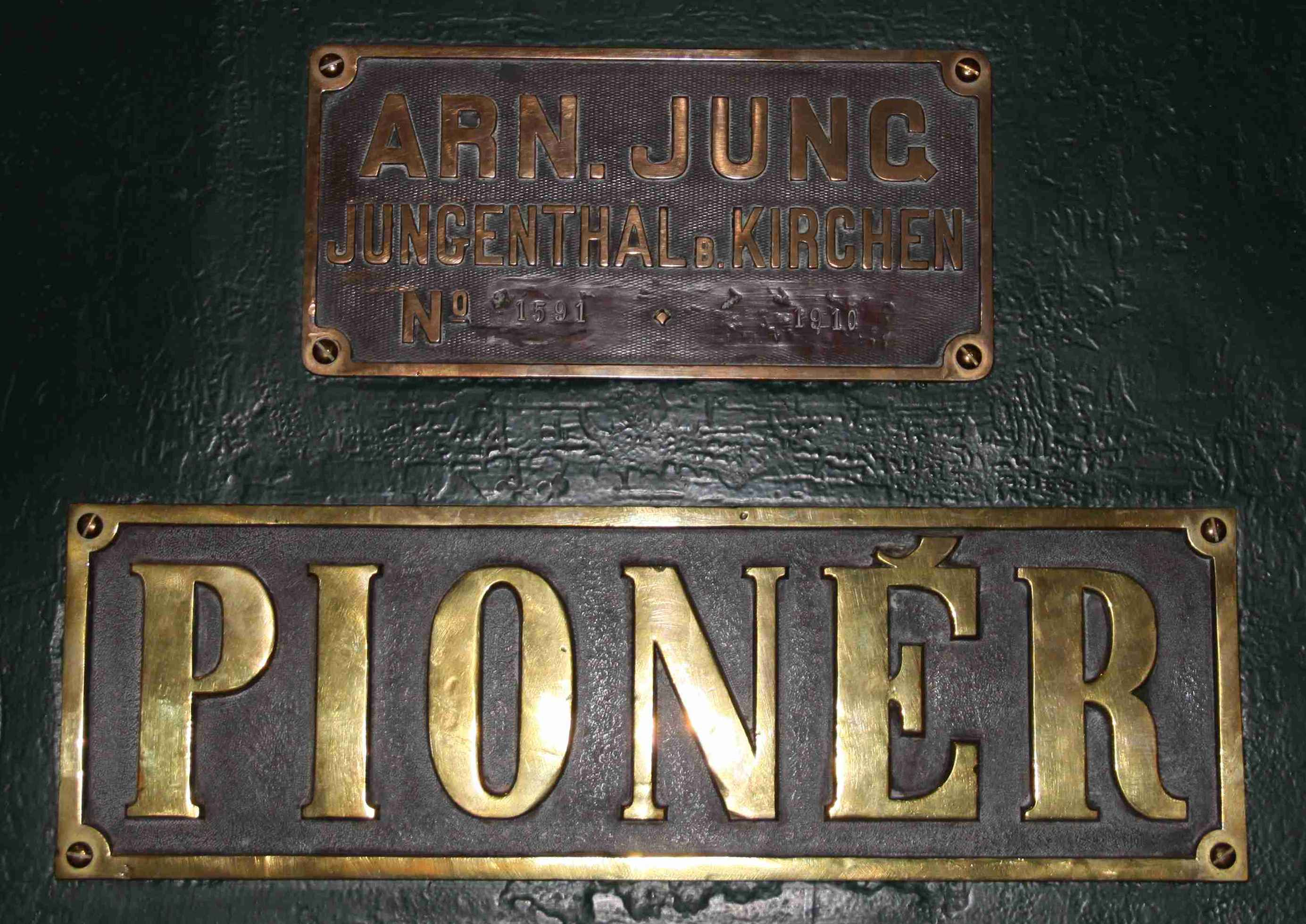
Fabrieksplaat van Pionér, behorend bij de nieuwbouwketel uit 1910

### Korpúlfsstaðir
Op een boerderij nabij Korpúlfsstaðir werd in de jaren 30 een veldspoor met een spoorwijdte van 600 mm aangelegd. Op deze lijn waren geen locomotieven in dienst, de wagens werden met spierkracht verplaatst. De lijn was in 1993 nog in gebruik. Inmiddels is de boerderij in  Korpúlfsstaðir gesloten en vervangen door een golfbaan en een school. Van de spoorlijn is niets meer aanwezig.

### Kárahnjúkar
Tussen 2003 en 2009 werd in het oosten van IJsland de waterkrachtcentrale Kárahnjúkavirkjun gebouwd door de Italiaanse aannemer Impregilo. Voorafgaand aan de bouw werd door Impregilo een smalspoorbaan gehuurd, aangelegd en geëxploiteerd met diesellocs. Na het beëindigen van de werkzaamheden werd de spoorlijn afgebroken en weer verscheept naar Italië. Op dit traject gebeurde ook het enige spoorwegongeval met lichamelijk letsel op IJsland. Een trein, beladen met cement, kwam in botsing met een trein die op dat moment bouwvakkers vervoerde. Drie werknemers raakten gewond.

## Plannen
- Plannen voor een spoorlijn met reizigersvervoer waren er tussen 1906 en 1931. Een van deze plannen betrof een spoorlijn van Reykjavík naar Selfoss.
- Er bestaan plannen om de hoofdstad Reykjavík met de Luchthaven Keflavík te verbinden door een 50 kilometer lange normaalsporige geëlektrificeerde spoorlijn te verbinden. Deze plannen stammen uit de periode voor de IJslandse bankencrisis in 2008. Ze werden toen opgeschort, maar staan sinds 2014 weer op de agenda.[1]